# Bazar, Ciortkiv
Bazar (în ucraineană Базар) este o comună în raionul Ciortkiv, regiunea Ternopil, Ucraina, formată numai din satul de reședință.

## Demografie
Componența lingvistică a comunei Bazar
     Ucraineană (99,3%)
     Alte limbi (0,6%)
Conform recensământului din 2001, majoritatea populației comunei Bazar era vorbitoare de ucraineană (99,3%), existând în minoritate și vorbitori de alte limbi.